# Double-clic
Pour l’article ayant un titre homophone, voir DoubleClick.

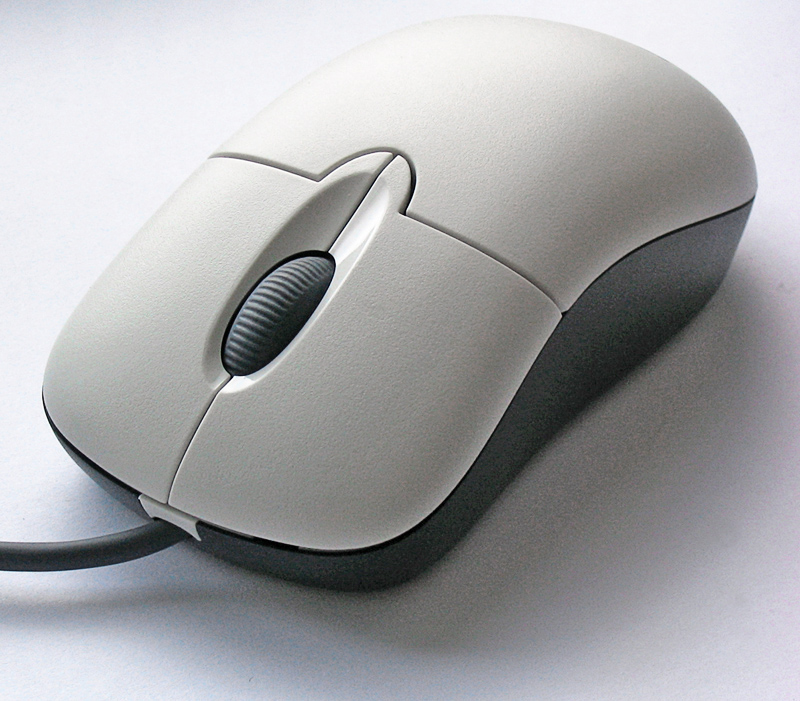
Une souris d'ordinateur possédant trois boutons (bouton de gauche, bouton du milieu ou molette et bouton de droite).

En informatique, le double-clic est l'action consistant à appuyer et relâcher rapidement deux fois de suite l'un des boutons d'une souris sans bouger cette dernière. Cette technique utilisée dans diverses actions de navigation et de sélection permet à un utilisateur d'effectuer avec un même bouton une opération différente de celle effectuée avec un simple clic.
Le terme « double-clic » a été calqué sur l'anglais double-click. Ce terme a également formé le verbe double-cliquer.
Ce terme est trompeur car un 'simple' clic produit déjà deux sons, l'un lors de l'appui, et l'autre lors de la relâche du bouton. Un double-clic produit donc deux fois deux cliquetis.

## Utilisation
Le double-clic s'effectue le plus souvent sur le bouton gauche (ou sur le bouton droit si la souris est réglée pour un gaucher).
L'ordinateur réagit différemment au double-clic selon l'objet sur lequel le pointeur de souris se trouve.

### Icône
Pour la plupart des interfaces graphiques, un double-clic sur une icône associée à un programme a pour effet de le démarrer, un double-clic sur un document a pour effet de l'ouvrir.

### Texte
Avec la plupart des programmes qui manipulent du texte, un double-clic effectué sur un mot le sélectionne en entier. Avec l'environnement X Window, cette opération en plus de le sélectionner le copie automatiquement dans le presse-papiers.
Par extension, le triple-clic peut permettre de sélectionner une ligne ; sous certains systèmes, le quadruple-clic sélectionne un paragraphe.

## Inconvénients
Certaines personnes éprouvent de la difficulté à appuyer et relâcher le bouton deux fois consécutives assez rapidement, car le deuxième clic doit être effectué dans un court délai après le premier clic, en général autour d'une demi-seconde. Il est également difficile de maintenir la souris immobile durant l'opération[réf. souhaitée], bien que les applications et le système d'exploitation admettent le plus souvent un mouvement minime entre deux clics.
Les solutions à ces problèmes peuvent inclure :
- alléger le geste, qui doit évoquer le battement d'une aile de papillon ;
- régler les options d'ergonomie pour modifier l'intervalle de temps entre deux clics (voir ci-dessous) ;
- laisser le bas de la main appuyer sur le bas de la souris pour la maintenir immobile.

Si le double-clic est impossible, on peut :
- Utiliser la navigation au clavier plutôt qu'à la souris.
- Configurer le système pour utiliser un simple clic en lieu et place des opérations nécessitant un double-clic.

Une autre difficulté tient à la différentiation d'un double-clic par rapport à deux simples clics consécutifs. Voyons par exemple la procédure pour renommer un fichier sous le système d'exploitation Windows de Microsoft. Un simple clic sélectionne (et surligne) le nom du fichier et son icône; un second simple clic permet alors d'entrer en mode de modification du nom du fichier. Un utilisateur qui souhaite renommer un fichier exécute parfois deux simples clics trop rapprochés, que l'ordinateur interprète comme un double-clic. À l'inverse, un utilisateur qui exécute trop lentement un double-clic pour ouvrir un fichier peut entrer par inadvertance en mode de modification du nom du fichier.
Pour pallier ce problème, la plupart des systèmes d'exploitation permettent à l'utilisateur de régler la vitesse du double-clic (voir ci-dessous pour savoir comment régler ce paramètre avec quelques systèmes d'exploitation). Ces derniers présentent également parfois une aide à la réalisation de cette opération voire dans certains cas une alternative.

## Réglage de la vitesse
Aucune norme ne dicte quel doit être le laps de temps durant lequel doivent être réalisés les deux appuis consécutifs sur le bouton de la souris. Cependant celui-ci peut être configuré avec la plupart des systèmes d'exploitation. Voici une brève description indiquant comment accéder à cette configuration pour certaines interfaces (dans l'ordre alphabétique) :
- avec l'environnement GNOME, Système > Préférences > Souris
- avec Mac OS X, Menu Pomme > Préférences Système > Clavier et souris > Souris
- avec Windows XP, Démarrer > Panneau de configuration > Souris

## Brevet
Le 27 avril 2004, Microsoft a déposé aux États-Unis un brevet pour l'utilisation du double-clic sur les limited resources computing devices (appareils de calcul à ressources limités, plus concrètement les PDA et les téléphones mobiles). Certains observateurs craignent que toute compagnie américaine qui utiliserait le double-clic doive changer ses produits pour ne plus utiliser cette technologie, ou verser des royalties à Microsoft, ou encore permettre à cette dernière d'avoir accès à la propriété intellectuelle du produit qui utiliserait le double-clic.